# Éxodo Oriental

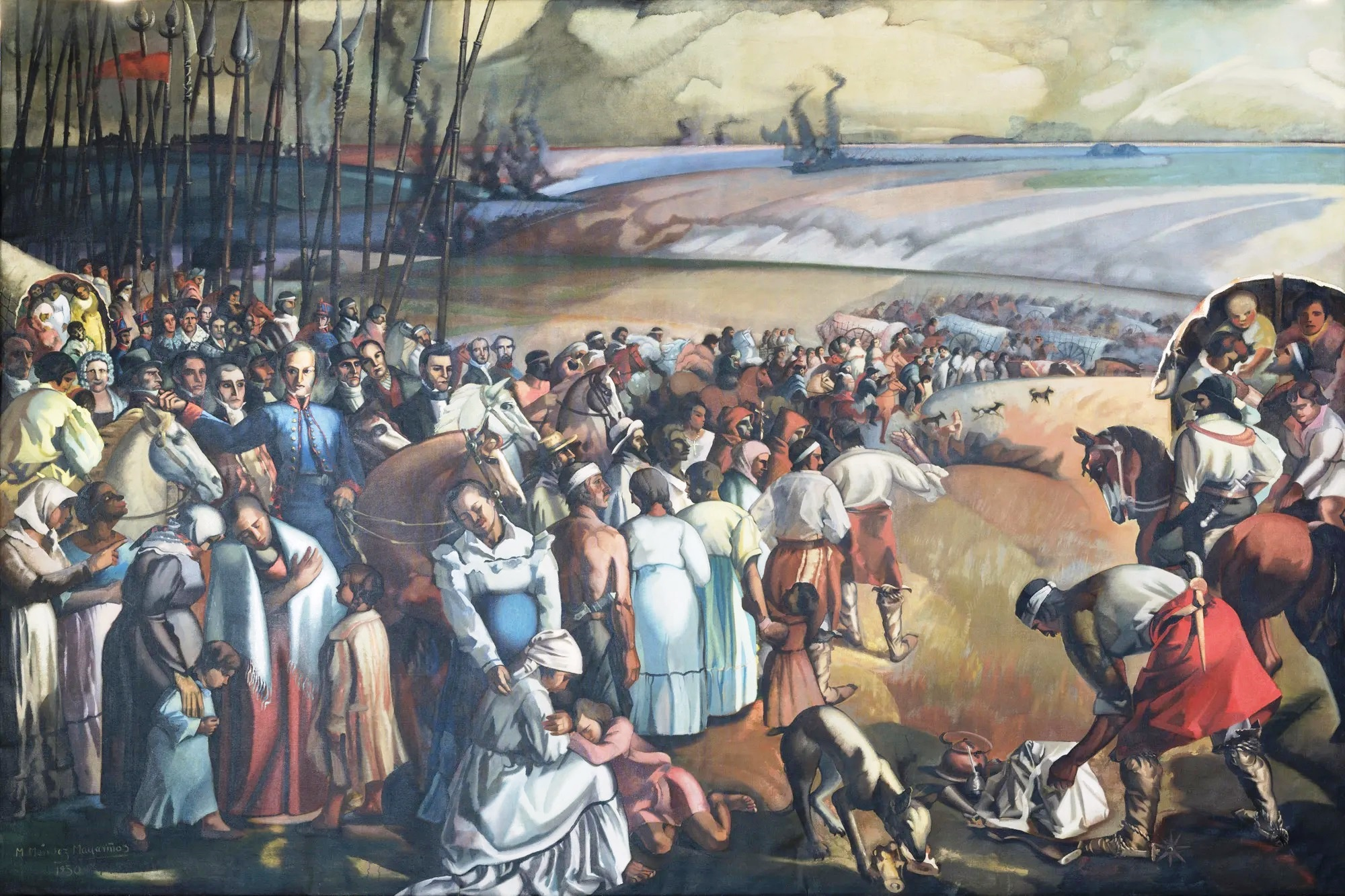
Óleo de Melchor Méndez Magariños representando el éxodo del pueblo oriental.

Se denomina Éxodo Oriental o Éxodo del Pueblo Oriental a la emigración colectiva de habitantes de la Banda Oriental que siguieron a José Artigas hasta el Salto Chico del río Uruguay, —en donde hoy se halla la ciudad argentina de Concordia— después del levantamiento del Sitio de Montevideo a causa del armisticio de octubre de 1811 entre el virrey Elío y el Triunvirato de Buenos Aires. La caravana recorrió 522 km en 64 días.
Los protagonistas denominaron "la redota" a la marcha, palabra que era de uso vulgar en el español rioplatense de la época y que se originó por deformación del vocablo "derrota". El término "éxodo" se difundió a partir de su utilización por el historiador Clemente L. Fregeiro en 1883, mientras que otros historiadores lo refieren como "la emigración", por ser la forma que empleó Artigas.
Se lo considera como uno de los hechos centrales y primogénitos en la formación del sentimiento nacionalista uruguayo, denominado “orientalidad”.

## Antecedentes
Luego de producidos los levantamientos rebeldes en la Banda Oriental, el gobernador de Montevideo, Francisco Javier de Elío, decidió declararle la guerra a la Junta de Buenos Aires el 18 de febrero de 1811. Entonces José Artigas desertó de su plaza de militar español en Colonia, para dirigirse a Buenos Aires recorriendo puntos clave de la Banda Oriental, Entre Ríos y Santa Fe.
Luego de esto Pedro Viera y Venancio Benavídez se sublevaron a orillas del arroyo Asencio —en el actual departamento de Soriano— se proclamaron a favor del gobierno revolucionario de Buenos Aires, tratando de extender el territorio bajo control revolucionario hacia la Banda Oriental.
A continuación de esta proclamación, llamada Grito de Asencio, se produjo una generalización de sublevaciones por todo el territorio de la Banda Oriental: toma de Mercedes, sublevaciones en Durazno, Tacuarembó, Casupá, etc. Los revolucionarios vencedores en tres enfrentamientos avanzan hacia Montevideo como vanguardia del ejército comandado por Manuel Belgrano y luego por José Rondeau: una escaramuza en el Paso del Rey, la toma de San José y la batalla de las Piedras. Las tropas realistas se vieron obligadas a replegarse hacia Montevideo, que quedó como único bastión realista en la Banda Oriental. Debido a esto las fuerzas revolucionarias implantaron un sitio sobre Montevideo. A estos reveses respondió Elío con energía: extremó la represión interna en la ciudad de Montevideo, expulsando a 31 familias, y a los franciscanos por sospechar simpatías con los revolucionarios, también bloqueó el puerto de Buenos Aires y autorizó a las 5000 tropas portuguesas que comandaba Diego de Souza, instaladas en la frontera, a invadir el territorio. Los portugueses iniciaron la marcha el 15 de julio de 1811 y ocuparon sucesivamente Melo, la fortaleza de Santa Teresa, Rocha y Maldonado, donde establecieron su cuartel general el 14 de octubre. Simultáneamente irregulares portugueses avanzaron por ambas márgenes del río Uruguay saqueando las poblaciones, entre ellas Paysandú el 1 de septiembre de 1811, siendo recuperada el 9 de octubre.

## Causas
Ante la situación creada por la invasión portuguesa, ... agravada por la completa derrota del Ejército Auxiliar del Alto Perú en la batalla de Huaqui y la debilitación política de la Junta Grande —que gobernó hasta el 23 de septiembre, cuando se instaló el Primer Triunvirato— se tomó contacto con Elío en procura de lograr un armisticio que le permitiera emplear sus recursos militares en la contención del avance del Ejército Real del Perú, que tras ocupar el Alto Perú amenazaba con invadir el actual territorio argentino del noroeste. La idea era dejar todo el territorio oriental en poder del virrey Elío, que se comprometía en reciprocidad a levantar el bloqueo naval de Buenos Aires y no tomar medidas de represalia contra quienes hubieran luchado en su contra. Los portugueses, por su parte, debían retirarse. Las negociaciones fueron largas, pero fructificaron gracias al apoyo del cónsul español en Río de Janeiro, marqués de Casa Irujo, y del ministro inglés lord Strangford, interesado, de acuerdo con la política británica, en la paz que habilitaba el comercio y en evitar conflictos con aliados españoles en la lucha contra Napoleón Bonaparte. También un sector de la opinión montevideana (representado por el cabildo y los llamados “moderados” en oposición a los “empecinados” que lideraba Diego Ponce de León, sargento mayor de la plaza, y el propio Elío).
Debido a que Elío exigía el abandono total de la Banda Oriental como condición para cualquier arreglo, los principales perjudicados por estas negociaciones eran los partidarios de la revolución orientales y entrerrianos, que si no emigraban quedarían abandonados en manos del enemigo.
El 10 de septiembre de 1811 se reunieron en la panadería de Vidal —considerada la primera asamblea del pueblo oriental— un centenar de vecinos de extramuros de Montevideo convocados por José Rondeau con una delegación del gobierno de Buenos Aires integrada por el deán Gregorio Funes, Juan José Paso y Manuel de Sarratea, en la que se habían manifestado contrarios al armisticio bajo esos términos. Los delegados del gobierno dieron sus razones para firmar un armisticio —que pensaban revocar en el momento en que la situación volviera a ser favorable a los revolucionarios— y garantizaron que los vecinos no sufrirían represalias, pero estos se manifestaron radicalmente contrarios a la medida proyectada y afirmaron que estaban dispuestos a continuar la lucha por sí mismos.
El 7 de octubre el representante del Triunvirato, José Julián Pérez, y los representantes de Elío firmaron un acuerdo preliminar de cese de las hostilidades, por el cual el ejército debía levantar el sitio de Montevideo y retirarse fuera de la jurisdicción de la gobernación de Montevideo, mientras que los españoles debían levantar el bloqueo naval a Buenos Aires, así como también debían retirarse los portugueses. El 10 de octubre se celebró en un paraje conocido como quinta de la Paraguaya —en donde se hallaba el cuartel general— una segunda reunión de vecinos convocada por Rondeau, con asistencia de José Julián Pérez. Pese a que este prometió “toda clase de socorros” y se presentó un ayudante de Elío con las garantías acordadas, la opinión unánime no cambió: los orientales se comprometían a mantener el sitio por sus propios medios, comandados por Artigas —a quien designaron jefe de los orientales—, pero a instancias de este aceptaron retirarse hasta el río San José.

## Decisión de emigrar

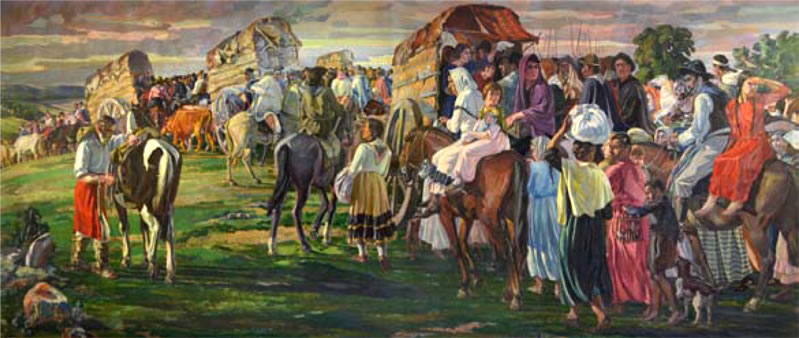
Representación del Éxodo del Pueblo Oriental.

Finalmente, el 12 de octubre comenzó a levantarse el sitio a Montevideo y el ejército y el pueblo que lo seguía se retiraron hasta el río San José, en donde establecieron campamento en el Paso de la Arena. El 20 de octubre de 1811 se firmó en Montevideo el Tratado de pacificación entre la Junta de Buenos Aires y el virrey Elío. Al día siguiente fue ratificado por el virrey, y el 24 de octubre por el triunvirato, que ofició a Rondeau la retirada inmediata del ejército.

En esta crisis terrible y violenta, abandonadas las familias, perdidos los intereses, acabado todo auxilio, sin recursos, entregados sólo a sí mismos, ¿qué podía esperarse de los orientales , sino que luchando con sus infortunios cediesen al fin al peso de ellos, y víctimas de sus mismos sentimientos mordiesen otra vez el duro freno que con un impulso glorioso habían arrojado lejos de sí? Pero estaba reservado a ellos demostrar el genio americano, renovando el suceso que se refiere de nuestros paisanos de La Paz y elevarse gloriosamente sobre todas las desgracias: ellos se resuelven a dejar sus precisas vidas antes que sobrevivir al oprobio y la ignominia a que se les destinaba, y llenos de tan recomendable idea, firmes siempre en la grandeza que los impulsó cuando protestaron que jamás prestarían la necesaria expresión de su voluntad para sancionar lo que el gobierno auxiliador había ratificado, determinan gustosos dejar los pocos intereses que les restan en el país y trasladarse con sus familias a cualquier punto donde puedan ser libres, a pesar de trabajos, miserias y toda clase de males.
Tal era su situación cuando el Excmo. Poder Ejecutivo me anunció una comisión que pocos días después me fue manifestada y consistió en constituirme jefe principal de estos héroes, fijando mi residencia en el departamento de Yapeyú; y en consecuencia se me ha dejado el cuerpo veteranos de Blandengues de mi mando, 8 piezas de artillería con 3 oficiales distinguidos y un repuesto de municiones.
Fragmento de la carta de Artigas al Paraguay, 7 de diciembre de 1811

El 23 de octubre se conoció la noticia en el campamento de San José de la firma del tratado y su ratificación por Elío, por lo que tuvo lugar allí una reunión o asamblea espontánea de los orientales que se habían hallado incorporados al sitio. En medio del dolor y la desazón, todos proclamaron entonces la voluntad de no abandonar las armas contra los invasores portugueses, obedecer el armisticio, emigrar hacia un territorio no controlado por Elío y reiniciar la lucha cuando fuese posible.
Según Artigas la asamblea tomó tres resoluciones:

- Protestaron que jamás prestarían la necesaria expresión de su voluntad para sancionar los (artículos) que el gobierno auxiliador había ratificado.
- (...) la protesta de no dejar las armas de la mano hasta no haya evacuado el país (el invasor portugués) y pueden ellos gozar una libertad por la que vieron derramar la sangre de sus hijos, recibiendo con valor su postrer aliento.
- Determinaron gustosos dejar los pocos intereses que les restan a su país, y trasladándose con sus familias a cualquier punto donde puedan ser libres a pesar de trabajos, miserias y toda clase de males.

El 27 de octubre José Artigas recibió la comunicación de que el gobierno lo nombraba teniente gobernador, justicia mayor y capitán de guerra del departamento de Yapeyú en las Misiones —tenencia de gobierno que sería creada el 11 de noviembre—, e inició ese mismo día con el pueblo y los milicianos orientales el viaje en dirección a Santo Tomé, lugar que se le había fijado como residencia.
El 29 de octubre de 1811 desde el campamento del arroyo de Monzón Artigas se dirigió al gobierno:

(...) Pasé a esta Banda Oriental de Segundo Jefe de la tropa con que se dignó auxiliar a mis compaisanos: llegaron los últimos acontecimientos y más de setecientas familias han fijado su protección en mí; el grito de ellas, de los ciudadanos, de la campaña, todo empeña mi sensibilidad y aún mi honor cuando me hacen causa de su laudable compromiso y de sus pérdidas remarcables; me hacen conocer que abandonar esta Banda envuelve algo más que su lamentable desgracia y yo, mediante la determinación de usted, hallo necesario corresponder a sus deseos, el oficio que me dirige usted, con fecha 23 del corriente me anuncia una comisión de que seré sustituido por el señor diputado doctor don Julián Pérez, orientado de ella avisaré mi resolución a usted, sin que se halle en lo más mínimo algo incompatible con mi subordinación y con la gran causa que sostenemos. (...)

El mismo día escribió el general Rondeau al Triunvirato:

Creo mi deber manifestar a usted el estado de desolación en que queda esta campaña y la consternación que causa ver toda ella hecha un desierto. Me aseguran que pueblos de numeroso vecindario se abandonan sin quedar en ellos un solo hombre. De todos puntos de la campaña se repliegan familias al Ejército sin que basten persuasiones a contenerlas en sus casas. (...)

El 31 de octubre en el campamento del arroyo de Monzón el ejército nacional al mando de Rondeau se separó de los milicianos y el pueblo oriental comandados por Artigas y se dirigió al puerto del Sauce, entrando en Buenos Aires el 1 de diciembre.

## Protagonistas del éxodo
En ese clima de frustración y derrota, quedó de manifiesto la voluntad de los orientales de reanudar el combate apenas las circunstancias lo permitieran. De inmediato Artigas al frente de 3000 soldados, retomó su camino hacia el norte, y un alto número de civiles lo acompañó.
El caudillo se opuso a esta emigración masiva en un principio, pero luego ordenó levantar un registro de las familias e individuos que lo seguían. El censo mandado realizar por Artigas el 14 de diciembre en Salto Chico, documento denominado Padrón de las familias orientales, contabiliza un total de 4435 personas y 846 carruajes, pero en opinión general de los historiadores al no contabilizarse el ejército, ni las personas que se sumaban al acontecimiento general en el camino (“los que van llegando”), ni demás, se llega a un número aproximado a las 16 000 personas o más.

## Rumbo y cronología del camino
1811
- 12 de octubre: se levanta el sitio a Montevideo.
- 14 al 17 de octubre: cruce del río Santa Lucía.
- 23 de octubre: en el campamento de Paso de la Arena del río San José, Artigas se entera de que el gobierno de Buenos Aires y el virrey Elío firmaron la paz, por lo que el territorio de la Banda Oriental debía volver a jurisdicción española. Decide marcharse y buena parte de la población oriental lo acompaña al exilio.
- 27 de octubre: se recibe comunicación del gobierno que fija el destino de la emigración.
- 30 de octubre: cruzan en arroyo Grande estableciendo campamento en las puntas del arroyo (actual límite entre los departamentos de Soriano y Flores).
- 31 de octubre: cruzan el arroyo de Monzón, punto en donde las tropas de Artigas y Rondeau se separaron.
- 2 de noviembre: cruzan el arroyo del Perdido (departamento de Soriano).
- 3 de noviembre: cruzan el arroyo Cololó (departamento de Soriano).
- 11 al 13 de noviembre: vadean el río Negro por el Paso del Yapeyú, (aguas abajo de la actual represa de Palmar).
- 14 de noviembre: establecen campamento en el arroyo Negro (actual límite entre los departamentos de Río Negro y Paysandú).
- entre el 15 y el 21 de noviembre: se encuentran en Paysandú.
- 24 de noviembre: luego de pasar el arroyo San Francisco Grande cruzan el río Queguay.
- 1 de diciembre: acampan a orillas del arroyo Quebracho Grande (departamento de Paysandú).
- 4 de diciembre: cruzan el arroyo Chapicuy Grande (departamento de Paysandú). Acampan en el arroyo Chapicuy.[12]
- 7 de diciembre: cruzan el río Daymán (límite entre los departamentos de Salto y Paysandú). A partir del día 7 les tomó tres días cruzar el Río Daymán.[12]

Desde allí Artigas destacó a Fernando Otorgués hacia las Misiones occidentales con 800 hombres, un escuadrón de voluntarios, 3 compañías que comandaba Fructuoso Rivera, y algunas milicias misioneras.
- 10 de diciembre: las familias inician el cruce del río Uruguay por el Salto Chico estableciendo campamento en San Antonio del Salto Chico.
- 14 de diciembre: Artigas solicita al gobierno que los deje acampar en Concepción del Uruguay, pero le fue negado.
- 18 de diciembre: Artigas envió al capitán de blandengues Manuel Pintos Carneiro con 500 soldados de caballería y 452 indígenas charrúas y minuanos a desalojar a los portugueses de Belén, lo que consiguió el 21 de diciembre.
- 26 de diciembre: finaliza el cruce del río Uruguay por el pueblo y el ejército.
- 30 de diciembre: comienzan a llegar los auxilios desde Buenos Aires.

1812
- 1.º semana de enero: Artigas cruza el río Uruguay, dejando una guardia al mando del capitán Diego Manduré en el Salto Oriental (actual ciudad de Salto).
- 7 de abril: para iniciar operaciones contra los portugueses vuelven a cruzar hacia la Banda Oriental, acampando entre los arroyos San Antonio Grande y Laureles Grande. El pueblo sigue al ejército.
- 29 de abril: suspendido el plan de ataque a los portugueses, finaliza el recruce del río Uruguay hacia la costa entrerriana.
- 8 de mayo: llegan las tropas de refuerzo desde Buenos Aires al mando de Domingo French y de Juan Florencio Terrada.
- 27 de mayo: inician la marcha hacia la Capilla del Pilar cerca de Curuzú Cuatiá —provincia de Corrientes— para instalarse en el rincón entre el río Miriñay y el arroyo Yaguarí.
- entre el 30 y 31 de mayo pasan por Mandisoví.
- entre el 6 y el 8 de junio cruzan el río Mocoretá —actual límite entre Entre Ríos y Corrientes— y llegan a la Estancia San Gregorio, en donde reciben la orden de regresar al Salto Chico a causa de la firma del Tratado Herrera-Rademaker el 26 de mayo.
- 10 de junio: Artigas instala su campamento a orillas del arroyo Ayuí Grande.
- 13 de junio: Manuel de Sarratea asume en el Salto Chico el mando del Ejército de la Banda Oriental.
- 10 de agosto: los regimientos nacionales al mando de Artigas pasan al campamento de Sarratea.
- 27 de agosto: se trasladan a la desembocadura del arroyo Ayuí Grande (al sur de la actual represa de Salto Grande).
- 21 de septiembre: regresan a la Banda Oriental.

Ya en territorio de Entre Ríos, actual Argentina, permanecieron acampados hasta abril y luego se instalaron en la desembocadura del arroyo Ayuí Grande. Allí permanecieron, bajo la protección de Artigas, hasta el mes de septiembre de 1812, cuando se reanudó el sitio de Montevideo y el caudillo regresó a la Banda Oriental. Los historiadores anti-artiguistas han minimizado el hecho y afirmado que Artigas obligó a la gente a seguirlo, pero no hay indicios siquiera mínimos de que haya sido así.

## La llamadaPrimera Independenciay el sentido del suceso para la futura identidad oriental
Sobre la independencia del Uruguay hay dos teorías básicas: la que sostiene que se produjo como consecuencia lógica de un proceso diferenciador anterior y por voluntad colectiva de su pueblo, y la que considera que fue un producto circunstancial de una determinada coyuntura histórica, una creación artificial de la política internacional del Reino Unido confabulada con la clase dirigente de Montevideo, siempre en conflicto de intereses con el pueblo de la campaña oriental. La primera de las dos teorías tiene sus raíces esenciales en la “Redota”, según lo vieron algunos de los protagonistas del hecho. En un oficio librado al cabildo de Buenos Aires el 27 de agosto de 1812 y firmado por los jefes de la división del ejército de Artigas, se decía en referencia al 23 de octubre de 1811:

(...) y entonces nosotros, en el goce de nuestros derechos primitivos, lejos de entrar en un pacto con la tiranía, que mirábamos agonizante, nos constituimos en una forma bajo todos los aspectos legal, y juramos continuar la guerra hasta que los sucesos de ella solidasen en nuestro suelo una libertad rubricada ya con la sangre de nuestros Conciudadanos. (...) Allí, obligados por el tratado convencional del Gobierno Superior, quedó roto el lazo (nunca expreso) que ligó a él nuestra obediencia, y allí sin darla al de Montevideo celebramos el acto solemne, sacrosanto siempre de una constitución social, erigiéndonos una cabeza en la persona de nuestro conciudadano Don José Artigas, para el orden militar, de que necesitábamos.

El documento muestra como el descontento de los orientales contra la firma del Tratado de Pacificación consolidó el amalgamiento en un único pueblo —el de la campaña oriental— a lo que antes era un territorio dividido entre varias jurisdicciones políticas. El éxodo reunió a pobladores de todas partes de la campaña oriental que bajo el liderazgo de Artigas debieron hacerse cargo de manera autónoma de su destino, por lo cual los historiadores clásicos uruguayos llamaron a este período la Primera Independencia. Este hecho es de principal relevancia para el sector de la historiografía uruguaya que destaca la importancia de la “orientalidad” para la futura independencia del país en 1828.

## Homenajes

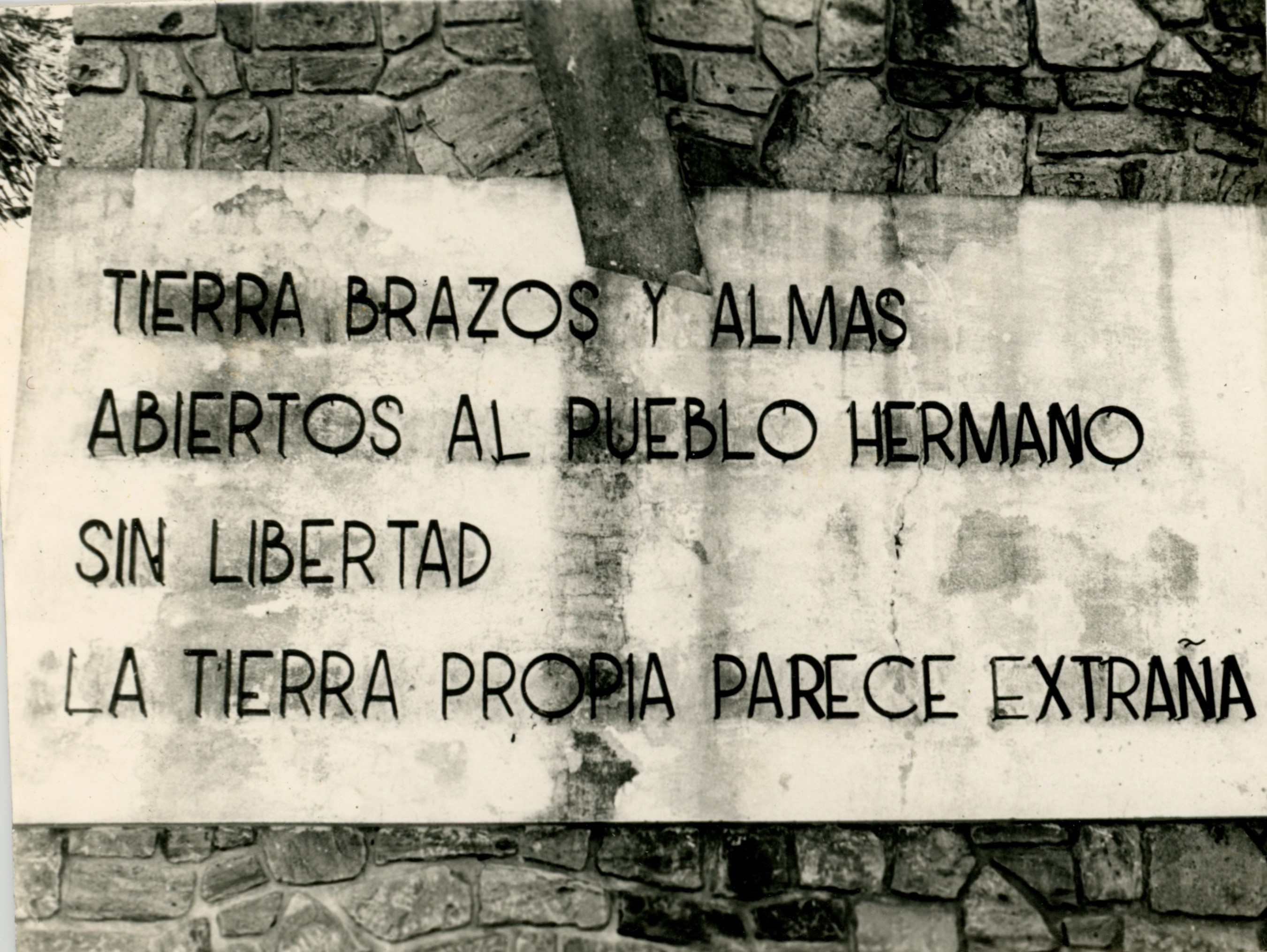
Monumento al Éxodo, inaugurado en 1958, ubicado en el Parque San Carlos en Concordia. Archivo fotográfico del Museo Regional Municipal «Palacio Arruabarrena».

Entre los seguidores de Artigas se encontraba el poeta Bartolomé Hidalgo, quien a propósito del episodio escribió en 1811:
 Orientales, la Patria peligra;
 reunidos al Salto volad.
 Libertad entonad en la marcha
 Y al regreso decid libertad.
En la Plaza Independencia de Montevideo, el basamento del monumento al Gral. José Artigas, obra del escultor Angelo Zanelli, presenta escenas en bajorrelieve que evocan el Éxodo Oriental.
En el parque San Carlos de Concordia se encuentra un monumento en la cima de una cuchilla que recuerda al Éxodo Oriental, y en el cual fue inaugurado el Paseo de la Redota al cumplirse en 2011 los 200 años de la llegada del éxodo al Salto Chico.

## Películas
- En 2011, César Charlone dirigió la película Artigas – La Redota, con la actuación de Jorge Esmoris encarnando al prócer.[16]